# Théâtre romain de Mauves-sur-Loire
Le théâtre romain de Mauves-sur-Loire est un théâtre antique situé sur la commune de Mauves-sur-Loire, dans le département français de la Loire-Atlantique.
Le monument, qui possède une cavea outrepassant le demi-cercle, mesure un peu plus de 61 m dans sa plus grande dimension.

## Localisation

Plan du site.

Une probable agglomération secondaire antique est implantée à l'est du bourg moderne de Mauves-sur-Loire, sur un plateau entre deux vallées nord-sud et se terminant au sud par une falaise dominant la Loire. Les éléments connus en sont le théâtre, un sanctuaire aux eaux guérisseuses des thermes et une domus à mi-chemin entre ces deux derniers monuments. L'édifice de spectacles occupe le nord de ce complexe ; il est sans doute relié au sanctuaire par une voie nord-sud.
Dans la géographie moderne, le théâtre est situé à l'ouest du hameau de la Piletière sur un point haut à 82 m d'altitude.

## Histoire
Le style architectural suggère une construction au Ier siècle.
Le théâtre a d'abord été fouillé de manière empirique par les paysans locaux puis, de façon plus rationnelle, par l'archéologue Léon Maître à partir de 1886. Il dégage quelques murs, dont deux périphériques.

## Description et architecture
Le théâtre tourne sa cavea vers l'est. Le mur de scène mesurerait 54 mètres. L'archéologue donne un rayon de 29,50 mètres pour un diamètre qu'il mesure à 44,20 mètres mais de plus récentes études donnent respectivement 61,25  et   44,80 m de diamètre et de flèche. Le mur périmétral de la cavea n'est pas rigoureusement courbe : il est constitué d'une succession de vingt segments de droites ; ce mur, ainsi qu'un autre, concentrique et distant de 3,50 m, délimitent un couloir de circulation annulaire. Ce parti architectural est également adopté pour le théâtre antique de Petit-Mars, à une dizaine de kilomètres de là
Les murs sont construits en petit appareil dont les joints sont rectifiés au fer, sans inclusion de lits de terres cuites architecturales. Les gradins et la scène, aujourd'hui disparus, étaient probablement en bois. Des débris de tegulae sont retrouvés sur l'emprise du monument, suggérant sa couverture totale ou partielle. Le site a également livré des monnaies du Haut-Empire romain, depuis Auguste jusqu'aux Antonins.